# Zelotomys woosnami
Zelotomys woosnami é uma espécie de roedor da família Muridae.
Pode ser encontrada nos seguintes países: Angola, Botswana, Namíbia e África do Sul.
Os seus habitats naturais são: savanas áridas.